# Circuito Ascari
Der Circuito Ascari (auch Ascari Race Resort) ist eine Motorsport-Rennstrecke in der Nähe der Stadt Ronda in der spanischen Provinz Málaga in Spanien.

## Geschichte

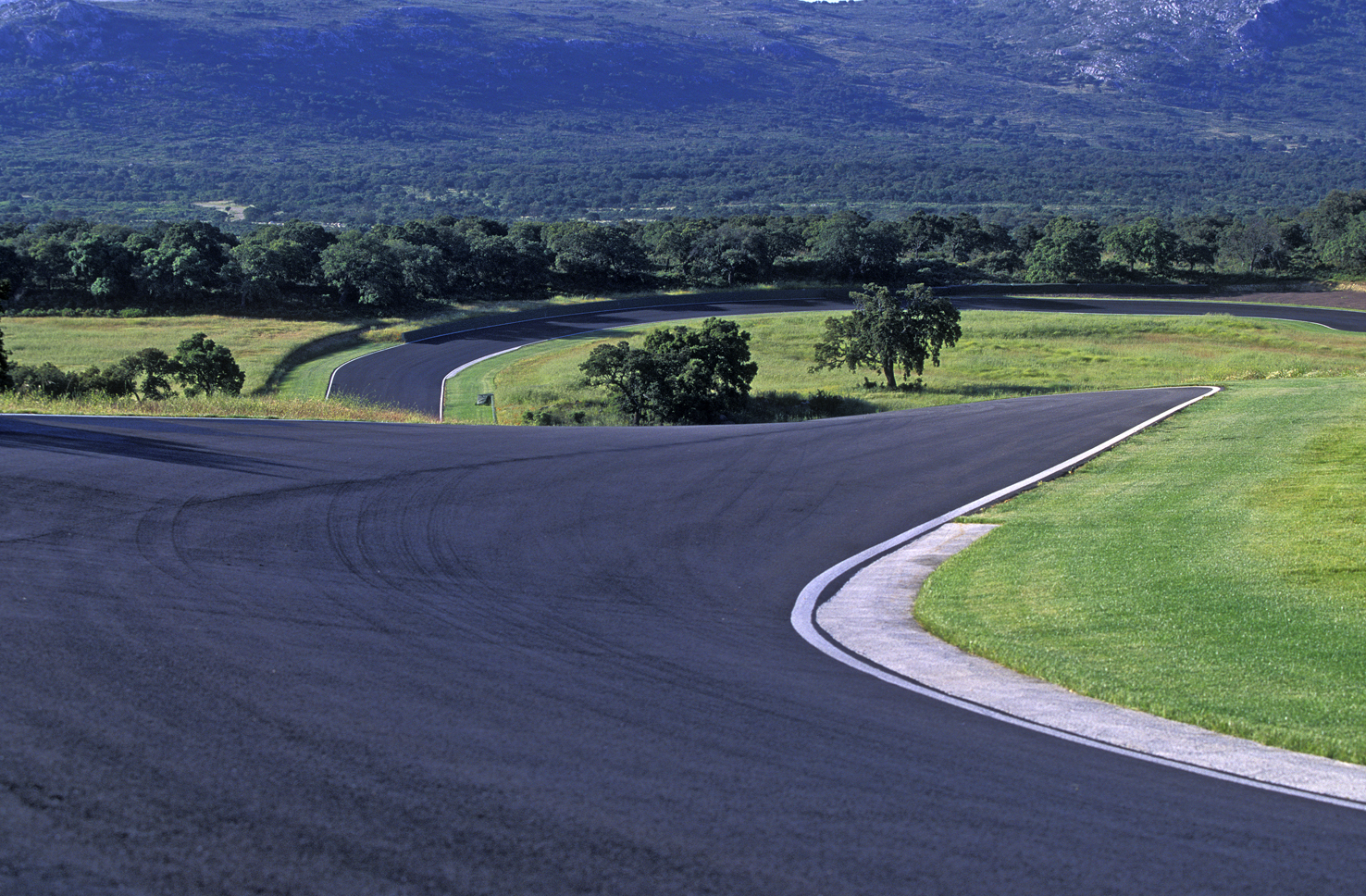
Streckenabschnitt des Circuito Ascari

Die 2003 eröffnete Privatstrecke ist nach dem italienischen Automobilrennfahrer Alberto Ascari benannt. 2006 wurde sie vom spanischen Automobilverband Real Federación Española de Automovilismo in die Kategorie 2T Nacional eingestuft. Entworfen und gebaut wurde die Strecke von dem niederländischen Unternehmer Klaas Zwart, Rennfahrer und Gründer der Automobilmanufaktur Ascari Cars, der die Strecke im März 2022 an zwei Unternehmen aus der Schweiz und aus Argentinien verkaufte.

## Beschreibung
Die in einem Tal gelegene Rennstrecke ist 5425 Meter lang, hat 13 Rechts- und 13 Linkskurven, die zum Teil mit Überhöhungen (bis zu 18 %) ausgebaut sind und ist auf ihrer gesamten Länge rund 12 Meter breit. Die Anstiege und Gefälle betragen bis zu 12 %. Die Bahn kann mit Querspangen in drei verschiedene, parallel betreibbare Rundkurse aufgeteilt werden.
Die Hotelanlage des Ascari Race Resort ist im maurischen Stil errichtet und steht in unmittelbarer Nähe zur Bahn. Zur Ausrichtung von Veranstaltungen werden Konferenz- und Versammlungsräume und Catering angeboten.
Als weitere Einrichtungen gibt es eine Kartbahn, eine Geländestrecke, eine Buggiestrecke und einen Hubschrauberlandeplatz. Zum südlich der Hauptstrecke gelegenen Fahrertrainingszentrum gehören eine künstliche Wasserwand und eine Kreisbahn.

## Nutzung

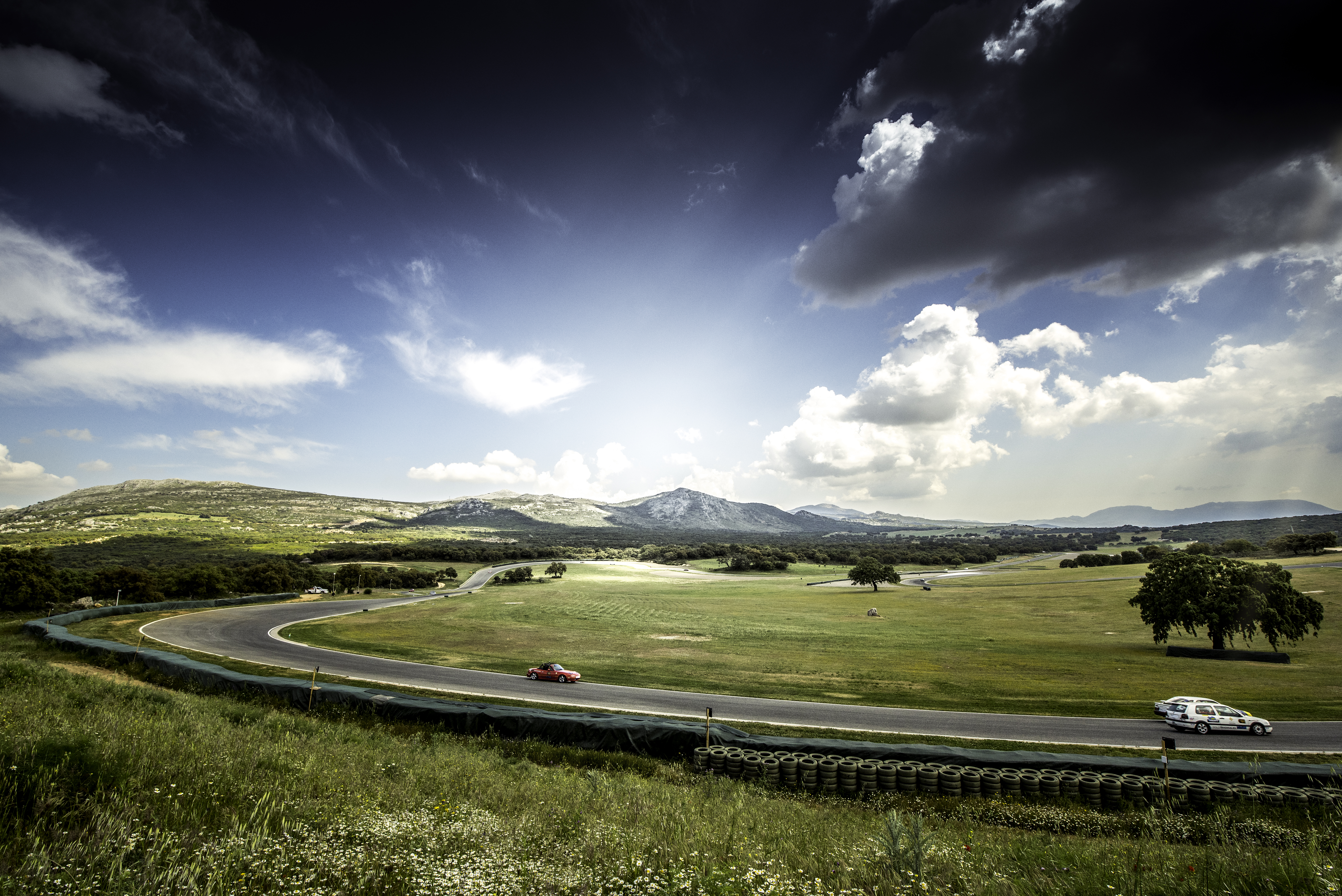
Curva Daytona am Circuito Ascari

Auf dem Circuito Ascari werden nur vereinzelt Rennveranstaltungen durchgeführt, überwiegend wird die Strecke für Fahrertrainings, Testfahrten und Firmenpräsentationen genutzt. Es werden überwiegend nationale Rennen durchgeführt, wie die andalusische Rundstreckenmeisterschaft oder die GT Winter Series. 2011 schloss die internationale Formelserie BOSS GP hier ihre Saison ab.
Motorsportanhänger können bei der angeschlossenen „Academy“ Fahrkurse buchen und den vorgehaltenen Fuhrpark von Rennfahrzeugen nutzen. Es wird die Möglichkeit geboten, als Nichtrennfahrer u. a. ein Formel-1-Fahrzeug auf der Strecke zu fahren. Als Schulfahrzeuge stehen unter anderen Lotus Elise, Radical SR3, Formel 3 von Lola bis hin zum Benetton B197 (Baujahr 1997) zur Verfügung. Der Streckenbetreiber bietet unter anderem die Mitgliedschaft im Ascari Race Club an, in dem auch eine regelmäßige Nutzung der Strecke ermöglicht wird.
Des Weiteren finden auf dem Circuito Ascari Präsentationen und Testfahrten neuer Modelle verschiedener Automarken, Reifenfirmen und Motorradmarken statt.